# Зензеватское сельское поселение
Зензева́тское се́льское поселе́ние — муниципальное образование (сельское поселение) в составе Ольховского района Волгоградской области.
Административный центр — село Зензеватка.

## История
Зензеватское сельское поселение образовано 24 декабря 2004 года в соответствии с Законом Волгоградской области № 978-ОД.

## Население
| 2010  | 2011  | 2012  | 2013  | 2014  | 2015  | 2016  |
| ----- | ----- | ----- | ----- | ----- | ----- | ----- |
| 1531  | →1531 | ↗1540 | ↗1569 | ↗1582 | ↘1581 | ↗1588 |
| 2017  | 2018  | 2019  | 2020  | 2021  |       |       |
| ↗1604 | ↘1556 | ↘1517 | ↘1469 | ↗1478 |       |       |

## Состав сельского поселения
| № | Населённый пункт | Тип населённого пункта       | Население |
| - | ---------------- | ---------------------------- | --------- |
| 1 | Зензеватка       | село, административный центр | ↗1478     |

## Местное самоуправление
Глава Зензеватского сельского поселения — Никифоров Николай Анатольевич.